# Leptocera praeapicalis
Leptocera praeapicalis är en tvåvingeart som beskrevs av Papp 1979. Leptocera praeapicalis ingår i släktet Leptocera och familjen hoppflugor. Inga underarter finns listade i Catalogue of Life.